# Musée Jean-Mermoz
Le musée Jean-Mermoz est un musée situé à Aubenton, dans l'Aisne, consacré à l'aviateur Jean Mermoz.

## Historique
L’ancien hôtel Colin a été reconstruit sur l’emplacement d’une demeure médiévale au XVIIe siècle, après les dévastations espagnoles des années 1648 et 1650. Ses façades ont été restaurées au XIXe siècle. Denis Colin, propriétaire de la filature d’Aubenton, fit l’acquisition de l’hôtel qui devint par la suite propriété communale.

## Caractéristiques
Le musée est consacré à la vie de Jean Mermoz, natif d'Aubenton, aviateur français et figure légendaire de l'Aéropostale, surnommé l'« Archange ».
Le musée présente :
- des photographies,
- une partie de la correspondance de Jean Mermoz,
- des objets personnels,
- des médailles,
- des journaux d'époque,
- des affiches,
- des maquettes...